# 日本芸術高等学園
日本芸術高等学園（にほんげいじゅつこうとうがくえん）は、東京都国分寺市にある私立専修学校高等課程。通称は日芸。学校法人日本芸術学園が設置・運営している。

## 概要
高等学校ではないが3年制で、「大学入学資格付与（高等学校卒業程度）指定校」とされており、卒業時には高等学校卒業者と同様に大学や短期大学、専門学校（専修学校専門課程）などへ進学できる。専修学校高等課程における演劇・音楽科（えんげき・おんがくか）は国内唯一である。このため、堀越高等学校や目黒日本大学中学校・高等学校などと同様に、多くの芸能人が在籍し、また輩出することで知られている。
一般教科（英語・国語・社会・美術）のほかに、演劇・ダンス・音楽・アクションなどの多彩な実技教科がカリキュラムとして組まれている。指定学生寮がある。

## 沿革
- 1958年6月 日本俳優芸術学校創立
- 1978年7月 学校法人日本芸術学園創立／日本芸術専門学校設立
- 1985年10月 文部省より大学入学資格付与
- 2001年4月 日本芸術高等学園に校名変更
- 2004年4月 西国分寺校舎に移転
- 2022年4月 学科を演劇・音楽科から芸術科に変更

## 部活動
部活一覧
- アーティストダンス部
- アクション部
- アフレコ部
- A-POP部（アイドルダンス）
- ガールズヒップホップ部
- 軽音部
- K-POP部
- ジャズダンス部
- 殺陣部
- チアダンス部
- テーマパークダンス部
- ヒップホップ部
- 裏方部
- 日芸伝統舞踊
- 演劇同好会
- ミュージカル同好会
- フラダンス部
  - 2014年 - フラガールズ甲子園にて、最優秀賞 文部科学大臣賞を受賞

## 関連校
- 日本芸術専門学校
- 東京表現高等学院MIICA

## 著名な出身者

### 俳優・女優
- 清野菜名
- 山田優
- 加藤夏希
- 高橋里央
- 浅見和哉
- 宮原華音
- 池田レイラ
- 下川恭平
- 佐藤貴広
- 森田このみ
- 大津尋葵
- 秦みずほ
- 永島聖羅
- 花井円香
- 木村雅
- 長谷川晃誉
- 竹下恭平
- 北条隆博
- 仲村瑠璃亜
- 神岡実希
- 千葉夏実
- 高岡未來
- 清水芽衣

### ミュージカル俳優
- 若奈まりえ
- 松島勇気
- 楊琳
- MARIA-E
- 荒田至法
- 蛭薙ありさ
- 多和田任益
- 森莉那
- 内田未来

### 声優
- 武内駿輔
- 遠藤璃菜
- 渡辺明乃
- 廣瀬千夏
- 平塚紗依
- 小島幸子
- 進藤一宏
- 小見川千明
- 田谷隼

### ミュージシャン
- 村田祐基 - 超特急
- FチョッパーKOGA - THE PINK☆PANDA、Gacharic Spin
- はな - Gacharic Spin
- 蛇道広純 - ゲビル
- 青山英樹 - ARMERIA
- 一彩
- 田口淳之介
- 佐久間貴生
- edhiii boi

### タレント
- 東理紗
- 西井万理那
- 北村舞
- 若山愛美
- 安藤成子
- 渡辺未優
- 小林万桜
- ほしの智世